# Now (canal de televisão)
Now (estilizado como NOW)é um canal de televisão da Turquia. Foi fundada em 24 de fevereiro de 2007 após a transferência dos direitos de transmissão do canal TGRT, da empresa de radiodifusão İhlas Holding, que começou a transmitir em 22 de abril de 1993.
O canal começou sua transmissão HD em 1 de julho de 2012.

## História
Primeiramente, o TGRT pertencia à Huzur Radyo TV AŞ, afiliada à İhlas Holding. A transação de venda foi realizada em 15 de novembro de 2006 e a bolsa de valores foi anunciada pela İhlas Holding. Com essa venda, 56,5% da empresa foi transferida. Rupert Murdoch é o proprietário do grupo de mídia norte-americano News Corporation, que comprou o TGRT. Então a News Corporation adquiriu toda a empresa de acordo com os demais acionistas da empresa. A venda não inclui o TGRT Haber TV AS, uma subsidiária da İhlas Yayın Holding A.Ş.